# پدیده شیشه جلو

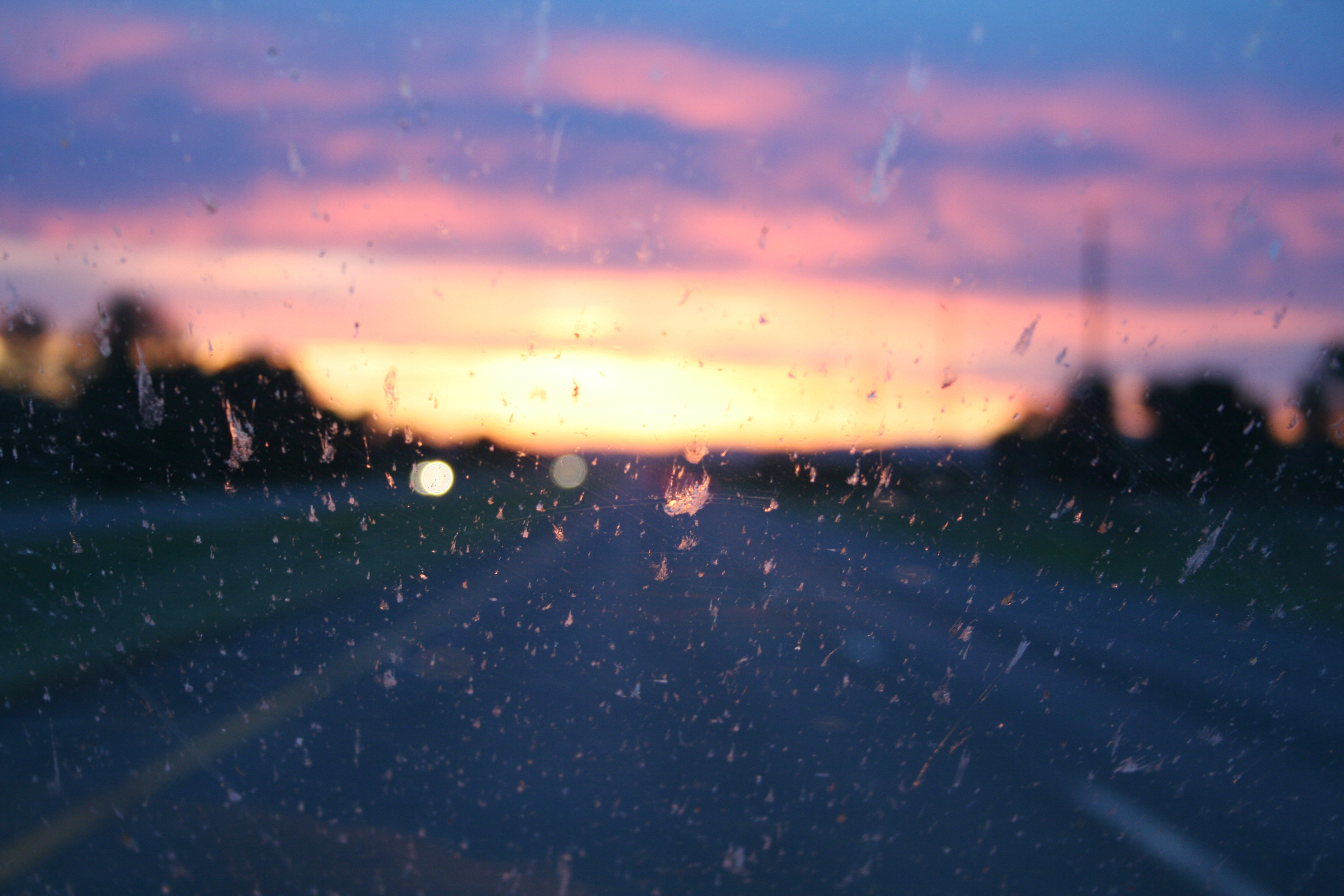
حشرات روی شیشه جلو اتومبیل لکه‌دار شده‌اند

پدیده شیشه جلو (یا پدیده شیشه جلو اتومبیل) به مشاهده‌ای اشاره دارد مبنی بر اینکه از اوایل دهه ۲۰۰۰ به بعد، تعداد کمتری از حشرات مرده روی شیشه جلو و سپر جلوی خودروها جمع می‌شوند. این پدیده به کاهش جمعیت حشرات نسبت داده شده است که ناشی از فعالیت‌های انسانی، از جمله استفاده از آفت‌کش‌ها، می‌باشد.

## پیش‌زمینه
از اوایل دهه ۲۰۰۰، این مشاهده در میان رانندگان رایج شد که پس از رانندگی طولانی، دیگر نیازی به تمیز کردن شیشه جلو خودرو از حشرات فراوان وجود ندارد. در سال ۲۰۱۶، طبیعت‌گرای کانادایی، جان اکرن، اشاره کرد که این پدیده اخیراً به یک میم تبدیل شده است، اما این پرسش را مطرح کرد که آیا منطقی است فرض کنیم که شیشه جلو می‌تواند اطلاعاتی دربارهٔ تعداد کلی حشرات به ما بدهد؟ و همچنین افزود که انسان‌ها به‌طور معروف در تشخیص روندها ضعیف هستند. پدیده شیشه جلو در سال ۲۰۱۷ به‌طور گسترده‌ای مورد بحث قرار گرفت، پس از آن‌که نشریات معتبر و سایر رسانه‌ها به موضوع کاهش فراوانی حشرات در چند دهه اخیر پرداختند. متخصصان حشره‌شناسی اظهار داشتند که متوجه شده‌اند دیگر نیازی به تمیز کردن مکرر شیشه جلوی خودروهای خود ندارند. این پدیده، اگرچه در ابتدا تنها یک مشاهده عمومی و غیرعلمی به نظر می‌رسید، به یکی از نمادهای قابل‌درک کاهش تنوع زیستی در دنیای مدرن تبدیل شده است. در واقع، بسیاری از افراد بدون نیاز به داده‌های تخصصی، از طریق تجربه شخصی خود با کاهش محسوس برخورد حشرات در حین رانندگی مواجه شده‌اند، که همین موضوع به شکل‌گیری آگاهی عمومی دربارهٔ بحران جمعیت حشرات کمک کرده است. این آگاهی زمینه‌ساز مطالعات دقیق‌تر و سیاست‌گذاری‌های محیط‌زیستی در سال‌های اخیر شده است.

## مطالعات

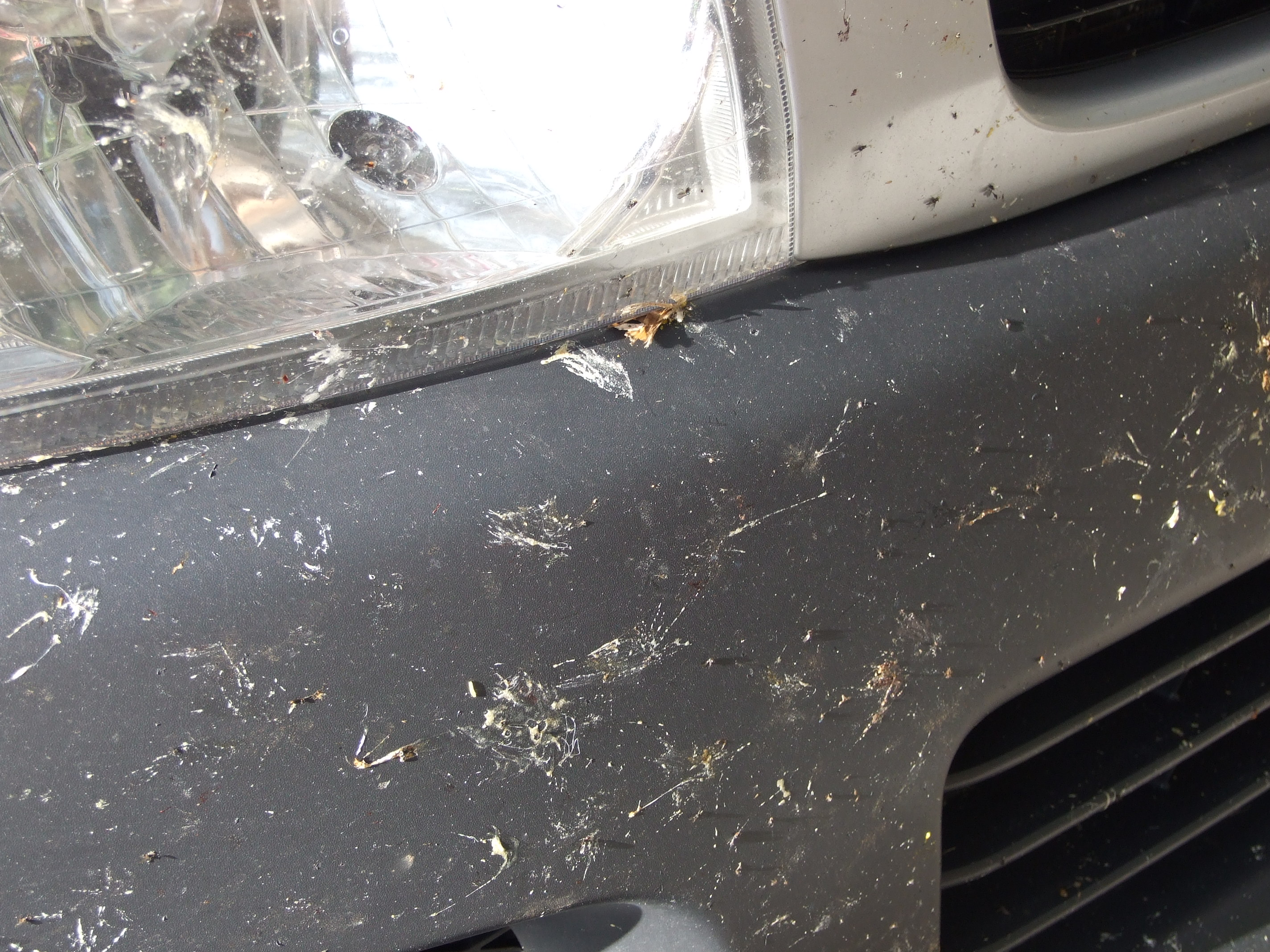
ضربه به سپر جلو

### دانمارک
یک مطالعه ۲۰ ساله تعداد حشرات مرده روی شیشه جلوی خودروها را در دو مسیر جاده‌ای در دانمارک از سال ۱۹۹۷ تا ۲۰۱۷ اندازه‌گیری کرد. این تحقیق با در نظر گرفتن متغیرهایی مانند زمان روز، تاریخ، دما و سرعت باد، نشان داد که تعداد حشرات تا ۸۰٪ کاهش یافته است. مطالعه‌ای موازی که با استفاده از تورهای جاروبی و صفحات چسب‌دار در همان منطقه انجام شد، کاهش برخورد حشرات با خودروها را تأیید کرد و با آن همبستگی مثبت داشت.

### بریتانیا
در سال ۲۰۰۴، انجمن سلطنتی برای حفاظت پرندگان (RSPB) از ۴۰٬۰۰۰ راننده در بریتانیا خواست که یک نوار PVC چسب‌دار را روی پلاک خودروی خود نصب کنند. در این تحقیق، به‌طور میانگین، در ازای هر ۸ کیلومتر رانندگی، یک حشره با پلاک برخورد می‌کرد.در بریتانیا هیچ داده تاریخی‌ای برای مقایسه وجود نداشت.
در سال ۲۰۱۹، مؤسسه اعتماد حیات وحش کنت مطالعه‌ای تکمیلی با همان روش RSPB انجام داد که نشان‌دهنده کاهش ۵۰ درصدی برخورد حشرات با خودروها بود. این تحقیق همچنین نشان داد که خودروهای مدرن با طراحی آیرودینامیک‌تر، نسبت به خودروهای قدیمی‌تر با بدنه جعبه‌ای‌شکل، تعداد بیشتری از حشرات را می‌کشند.
مطالعه‌ای دیگر در سال ۲۰۲۱ توسط مؤسسه اعتماد حیات وحش کنت و خیریه حفاظت از طبیعت بوگلیف انجام شد که نشان داد تعداد حشراتی که از روی پلاک خودروها در منطقه کِنت نمونه‌برداری شده بودند، نسبت به نتایج سال ۲۰۰۴، کاهش ۷۲ درصدی داشته است.